# PGC 49383
LEDA/PGC 49383 ist eine Galaxie im Sternbild Jagdhunde am Nordsternhimmel. Sie ist schätzungsweise 325 Millionen Lichtjahre von der Milchstraße entfernt und hat einen Durchmesser von etwa 95.000 Lichtjahren. Vom Sonnensystem aus entfernt sich das Objekt mit einer errechneten Radialgeschwindigkeit von näherungsweise 7.200 Kilometern pro Sekunde.
Im selben Himmelsareal befinden sich unter anderem die Galaxien IC 4340, IC 4341, PGC 49301, PGC 49392.